# Phyllanthus fuertesii
Phyllanthus fuertesii är en emblikaväxtart som beskrevs av Ignatz Urban. Phyllanthus fuertesii ingår i släktet Phyllanthus och familjen emblikaväxter. Inga underarter finns listade i Catalogue of Life.